# Derrick Lewis
Derrick James Lewis (Nueva Orleans, Luisiana; 7 de febrero de 1985) es un artista marcial mixto estadounidense que actualmente compite en la categoría de peso pesado en Ultimate Fighting Championship. Profesional desde 2010, es conocido por su poder de nocaut y su capacidad de dar vuelta a la pelea. También compitió por Bellator MMA y Legacy FC, donde fue campeón de peso pesado. Desde el 11 de junio de 2024, se encuentra en la posición #11 en el ranking de peso pesado de la UFC.

## Primeros años
Nacido y criado como uno de siete hermanos, el segundo más viejo, por una madre soltera en el New Orleans, Luisiana, Lewis estaba preocupado creciendo y fue implicado a menudo en la lucha de calle. En 1999, Lewis y su familia se mudaron a Houston, Texas debido a que su madre estaba en una relación abusiva.
A la edad de 17 años, Lewis comenzó a entrenar en el boxeo y se estaba preparando para su primera pelea amateur cuando el gimnasio inesperadamente cerró. 
Dos semanas después de graduarse de la escuela secundaria, Lewis fue acusado de asalto agravado, y fue puesto en libertad condicional. Dos años más tarde, mientras asistía a la Universidad Kilgore con una beca completa de fútbol, Lewis violó su libertad condicional y fue condenado a cinco años de prisión, pero terminó sirviendo tres años y medio.
Una semana después de ser liberado, Lewis fue introducido a las artes marciales mixtas por un amigo y, mientras trabajaba como conductor de grúa, continuó boxeando bajo la tutela de George Foreman. Sin embargo, después de dominar en su primera pelea profesional de artes marciales mixtas, Lewis decidió finalmente centrarse en las artes marciales mixtas.

## Vida personal
Lewis se casó con su novia de toda la vida en Honolulu, Hawaii , el 17 de junio de 2017. Tienen dos hijos y una hija.
Durante las inundaciones causadas por el huracán Harvey en 2017, Lewis sacó a unas 100 personas de las aguas de la inundación en Houston, Texas , a través de su camión elevado.
El 18 de mayo de 2021, Lewis regresaba a su automóvil después de hacer ejercicio cuando descubrió a un hombre que supuestamente intentaba abrir la puerta de su vehículo. Según los informes, Lewis golpeó al presunto ladrón y lo inmovilizó contra el suelo hasta que llegó la policía.

## Estilo de lucha
Lewis se ha caracterizado como un "peso pesado clásico" debido a su poder de nocaut y su físico. El ex contendiente al título de peso welter y analista Dan Hardy lo describió como una "bola de demolición", y agregó: "Cada vez que hemos hablado de Derrick Lewis antes, sin importar si está peleando contra Daniel Cormier, o si está peleando contra Volkov, o si está peleando contra Ciryl Gane". , siempre está presente lo mismo. Si conecta esa mano derecha, se acabó el juego".
Lewis prefiere mucho las peleas de pie , a las que se refiere como "swangin' and banging",   y los fanáticos y comentaristas lo han destacado por su sorprendente habilidad para aparentemente hacer caso omiso de la lucha de sus oponentes mientras está en el posición inferior y simplemente "levantandosé". Sin embargo, los analistas han notado que cuando se enfrenta a luchadores con experiencia en la lucha libre estilo folk , como Daniel Cormier, a Lewis le resulta más difícil escapar de la última posición. No obstante, Lewis pareció simplemente "ponerse de pie" cuando Roy Nelson, un luchador con pedigrí de lucha libre, lo amenazó con una posición de crucifijo . 

## Carrera en artes marciales mixtas

### Inicios
Lewis comenzó su carrera en MMA a finales de 2009, cuando hizo su debut como aficionado contra Jay Ross en LSAMMA el 16 de octubre de 2009. Perdió la pelea a través de TKO (paro médico). Él entonces hizo frente a Tim Buchanan en el acontecimiento de la asociación americana del combate de Estados Unidos el 30 de enero de 2010. Ganó vía TKO.
Después de convertirse en profesional en 2010, Lewis compilaría un récord de pelea de 4-1 antes de firmar con Bellator Fighting Championships en mayo de 2010.

### Bellator
Lewis debía estrenarse en Bellator 45 el 21 de mayo de 2011 contra el brasileño Thiago Santos. Sin embargo, la pelea fue cancelada cuando Santos tuvo que retirarse debido a una lesión.
Lewis se enfrentó a Tony Johnson en Bellator 46 el 25 de junio de 2011. Perdió la pelea por decisión unánime.
Después de dejar Bellator, Lewis acumuló un récord de 6-0 con uno sin competencia, sobre todo ganando y defendiendo con éxito el Legacy FC Heavyweight Championship. Luego fue fichado por el UFC.

### Ultimate Fighting Championship
Lewis estaba programado para hacer su debut de promoción contra Nandor Guelmino en el UFC Fight Night: Condit vs. Kampmann 2 el 28 de agosto de 2013. Sin embargo, el combate fue cancelado debido a que Lewis tuvo que retirarse por una lesión.
Lewis hizo su debut en UFC on Fox: Werdum vs. Browne el 19 de abril de 2014 contra Jack May. Ganó por TKO en la primera ronda.
En su segunda pelea para la promoción, Lewis enfrentó a Guto Inocente en The Ultimate Fighter 19 Finale el 6 de julio de 2014. Ganó la pelea a través de KO en la primera ronda.
Lewis se enfrentó a Matt Mitrione el 5 de septiembre de 2014 en UFC Fight Night 50. Mitrione derrotó rápidamente a Lewis por nocaut en la primera ronda.
Lewis se enfrentó a Ruan Potts el 28 de febrero de 2015 en UFC 184. Ganó la pelea por TKO en la segunda ronda.
Lewis luego tuvo una revancha con Shawn Jordan el 6 de junio de 2015 en UFC Fight Night 68. En su primer encuentro en el circuito regional en 2010, Lewis perdió por decisión unánime. Lewis perdió la lucha a través de TKO en la segunda ronda.
Se esperaba que Lewis enfrentara a Anthony Hamilton el 3 de octubre de 2015 en UFC 192. Sin embargo, Hamilton fue obligado a salir de la pelea con una lesión y sustituido por Viktor Pešta. Ganó la lucha a través de TKO en la tercera ronda.
Lewis se enfrentó a Damian Grabowski el 6 de febrero de 2016 en el UFC Fight Night 82. Lewis dominó la lucha, ganando a través de TKO en la primera ronda.
Lewis se enfrentó a Gabriel Gonzaga el 10 de abril de 2016 en UFC Fight Night 86. Ganó a través de KO en la primera ronda. Posteriormente, Lewis ganó su primera Actuación de la Noche.
Lewis enfrentó a Roy Nelson el 7 de julio de 2016 en UFC Fight Night 90, ganando por decisión dividida.
Se esperaba que Lewis enfrentara a Marcin Tybura el 15 de octubre de 2016 en UFC Fight Night 97. Sin embargo, la promoción anunció el 6 de octubre que habían cancelado el evento por completo.
Lewis se enfrentó a Shamil Abdurakhimov el 9 de diciembre de 2016 en el evento principal de UFC Fight Night 102. Después de perder las primeras tres rondas, ganó la pelea por TKO en la cuarta ronda.
Lewis se enfrentó a Travis Browne el 19 de febrero de 2017, en el evento principal de UFC Fight Night 105. Ganó la pelea por KO en la segunda ronda. Ambos participantes recibieron el premio a la Pelea de la Noche por su actuación.
Lewis enfrentó a Mark Hunt el 11 de junio de 2017, en el evento principal en UFC Fight Night 110. Perdió por TKO en la cuarta ronda. A pesar de la derrota, Lewis consiguió su segundo premio consecutivo de Pelea de la Noche. Después del combate, durante su entrevista posterior a la pelea, Lewis anunció que probablemente se retiraría de las artes marciales mixtas. Más tarde en el mes, Lewis reveló que finalmente decidió continuar luchando.
Lewis se enfrentó a Marcin Tybura el 18 de febrero de 2018 en UFC Fight Night 126.. Ganó la pelea por nocaut técnico. Tras el combate, recibió el premio a la Actuación de la Noche.
Lewis se enfrentó a Francis Ngannou el 7 de julio de 2018 en UFC 226. Ganó la pelea por decisión unánime.
Lewis se enfrentó a Alexander Volkov el 6 de octubre de 2018 en UFC 229. Después de quedarse atrás en los cuadros de mando de los jueces, Lewis derribó a Volkov tras una mano derecha en los últimos segundos de la pelea. Tras el combate, recibió el premio a la Actuación de la Noche.
Lewis se enfrentó a Daniel Cormier por el Campeonato de Peso Pesado de UFC el 3 de noviembre de 2018, en el UFC 230. Perdió la pelea por sumisión en la segunda ronda, siendo esta la primera derrota por sumisión en una pelea profesional de MMA.
Lewis firmó un nuevo contrato con el UFC después de la oportunidad por el título. En la primera pelea de su nuevo contrato, Lewis se enfrentó a Junior dos Santos en el evento principal de UFC Fight Night: Lewis vs. dos Santos el 9 de marzo de 2019. Perdió la pelea por TKO en la segunda ronda. Tras la pelea, recibió el premio a la Pelea de la Noche.
Lewis se enfrentó a Blagoy Ivanov el 2 de noviembre de 2019 en UFC 244. Ganó el combate por decisión dividida.
Lewis se enfrentó a Ilir Latifi el 8 de febrero de 2020 en UFC 247. Ganó el combate por decisión unánime.
Lewis se enfrentó a Oleksiy Oliynyk el 8 de agosto de 2020 en UFC Fight Night: Lewis vs. Oleinik. Ganó el combate por nocaut técnico tras dejar caer a Oleinik y rematarlo con puñetazos en el suelo. Lewis también estableció el récord de nocauts de un peso pesado en la historia de la UFC.
Lewis estaba programado para enfrentarse a Curtis Blaydes el 28 de noviembre de 2020 en UFC on ESPN: Blaydes vs. Lewis. Sin embargo, el día antes de la pelea, Blaydes dio positivo por COVID-19 y el combate fue descartado de la tarjeta. Ambos se enfrentaron en UFC Fight Night: Blaydes vs. Lewis el 20 de febrero de 2021. Lewis ganó el combate por nocaut en el segundo asalto. Esta victoria le valió el premio Actuación de la Noche.
Con su victoria por nocaut sobre Blaydes, Lewis está ahora empatado con Vitor Belfort por el mayor número de nocauts en la historia de la UFC sin importar la división de peso, con 12 en total.
Lewis se enfrentó a Ciryl Gane el 7 de agosto de 2021 en UFC 265 por el Campeonato Interino de Peso Pesado de la UFC. Lewis perdió el combate por nocaut técnico en el tercer asalto.
Lewis se enfrentó a Tai Tuivasa el 12 de febrero de 2022 en la pelea coestelar de UFC 271. Lewis perdió el combate por nocaut en el segundo asalto.
Lewis enfrentó a Sergei Pavlovich el 30 de julio de 2022 en UFC 277. Perdió la pelea por nocaut técnico, solo 55 segundos del primer asalto, sin embargo, hubo controversia ya que la detención del árbitro Dan Miragliotta fue considerada prematura tanto por los luchadores como por los fanáticos. Lewis recibió el premio "Fan Bonus of the Night" de Crypto.com pagado en bitcoin de 10.000 dólares estadounidenses por el tercer lugar.
Se esperaba que Lewis se enfrentara a Serghei Spivak en UFC Fight Night 215 el 19 de noviembre de 2022. Sin embargo, Lewis se vio obligado a retirarse del evento debido a una enfermedad no relacionada con COVID y sin corte de peso y la pelea fue cancelada. El par fue reprogramada para UFC Fight Night 218 el 4 de febrero de 2023. Lewis perdió la pelea por un estrangulamiento en forma de triángulo en el brazo en el primer asalto, y no conectó ni un solo golpe durante la pelea.
Lewis enfrentó a Marcos Rogério de Lima el 29 de julio de 2023 en UFC 291. Ganó la pelea por nocaut técnico después de un rodillazo volador a los 33 segundos del primer asalto, extendiendo así su récord de UFC de más nocauts a catorce. La victoria también le valió a Lewis el premio a la  Actuación de la noche.
Lewis enfrentó a Jailton Almeida, reemplazando a Curtis Blaydes, el 4 de noviembre de 2023, en UFC Fight Night 231. Perdió la pelea por decisión unánime.
Lewis enfrentó a Rodrigo Nascimento el 11 de mayo de 2024 en UFC por ESPN 56. Después de conseguir una caída, ganó la pelea por nocaut técnico con golpes en el suelo en el tercer asalto.
Lewis se enfrentó a Tallison Teixeira el 12 de julio de 2025 en UFC on ESPN: Lewis vs. Teixeira.Ganó el combate por TKO en el primer asalto.

## Campeonatos y logros
- Ultimate Fighting Championship
  - Actuación de la Noche (cinco veces) vs. Gabriel Gonzaga, Marcin Tybura, Alexander Volkov, Curtis Blaydes, y Marcos Rogério de Lima
  - Pelea de la Noche (tres veces)  vs. Travis Browne, Mark Hunt, y Junior dos Santos
    - Empatado (Stefan Struve) en el segundo lugar con mayor cantidad de bonos posteriores a la pelea en la historia de la división de peso pesado de UFC (8) [84]

  - Más nocauts en la historia de UFC (15)[85]
    - Más nocauts en la historia de la división de peso pesado de UFC (15)[84]

  - Más finalizaciones en la historia de la división de peso pesado de UFC (15)
    - Empatado (Matt Brown y Dustin Poirier) en el cuarto lugar con más finalidad en la historia de UFC (15)[86]

## Record en artes marciales mixtas
| Resultado     | Récord    | Oponente               | Método                                         | Evento                                                | Fecha                   | Ronda | Tiempo | Localización                     | Notas                                                |
| ------------- | --------- | ---------------------- | ---------------------------------------------- | ----------------------------------------------------- | ----------------------- | ----- | ------ | -------------------------------- | ---------------------------------------------------- |
| Victoria      | 29-12 (1) | Tallison Teixeira      | TKO (golpes)                                   | UFC on ESPN: Lewis vs. Teixeira                       | 12 de julio de 2025     | 1     | 0:35   | Nashville, Tennessee             |                                                      |
| Victoria      | 28-12 (1) | Rodrigo Nascimento     | TKO (golpes)                                   | UFC on ESPN: Lewis vs. Nascimento                     | 11 de mayo de 2024      | 3     | 0:49   | San Luis, Misuri                 |                                                      |
| Derrota       | 27-12 (1) | Jailton Almeida        | Decisión (unánime)                             | UFC Fight Night: Almeida vs. Lewis                    | 4 de noviembre de 2023  | 5     | 5:00   | São Paulo                        |                                                      |
| Victoria      | 27-11 (1) | Marcos Rogério de Lima | TKO (golpes)                                   | UFC 291                                               | 29 de julio de 2023     | 1     | 0:33   | Salt Lake City, Utah             | Actuación de la Noche.                               |
| Derrota       | 26-11 (1) | Sergey Spivak          | Sumisión(Triangulo de Brazo)                   | UFC Fight Night: Lewis vs. Spivak                     | 4 de febrero de 2023    | 1     | 3:04   | Las Vegas, Nevada                |                                                      |
| Derrota       | 26-10 (1) | Sergei Pavlovich       | TKO (puñetazos)                                | UFC 277                                               | 30 de julio de 2022     | 1     | 0:55   | Dallas, Texas                    |                                                      |
| Derrota       | 26-9 (1)  | Tai Tuivasa            | KO (codazo)                                    | UFC 271                                               | 12 de febrero de 2022   | 2     | 1:40   | Houston, Texas                   |                                                      |
| Victoria      | 26–8 (1)  | Chris Daukaus          | KO (puñetazos)                                 | UFC Fight Night: Lewis vs. Daukaus                    | 18 de diciembre de 2021 | 1     | 3:36   | Las Vegas, Nevada                |                                                      |
| Derrota       | 25–8 (1)  | Ciryl Gane             | TKO (puñetazos)                                | UFC 265                                               | 7 de agosto de 2021     | 3     | 4:11   | Houston, Texas                   | Por el Campeonato Interino de Peso Pesado de la UFC. |
| Victoria      | 25–7 (1)  | Curtis Blaydes         | KO (golpe)                                     | UFC Fight Night: Blaydes vs. Lewis                    | 20 de febrero de 2021   | 2     | 1:25   | Las Vegas, Nevada                | Actuación de la Noche.                               |
| Victoria      | 24–7 (1)  | Aleksei Oleinik        | TKO (golpes)                                   | UFC Fight Night: Lewis vs. Oleinik                    | 8 de agosto de 2020     | 2     | 0:21   | Las Vegas, Nevada                |                                                      |
| Victoria      | 23–7 (1)  | Ilir Latifi            | Decisión (unánime)                             | UFC 247                                               | 8 de febrero de 2020    | 3     | 5:00   | Houston, Texas                   |                                                      |
| Victoria      | 22–7 (1)  | Blagoy Ivanov          | Decisión (dividida)                            | UFC 244                                               | 2 de noviembre de 2019  | 3     | 5:00   | Ciudad de Nueva York             |                                                      |
| Derrota       | 21–7 (1)  | Junior dos Santos      | TKO (golpes)                                   | UFC Fight Night: Lewis vs. dos Santos                 | 9 de marzo de 2019      | 2     | 1:58   | Wichita, Kansas                  | Pelea de la Noche.                                   |
| Derrota       | 21–6 (1)  | Daniel Cormier         | Sumisión (rear-naked choke)                    | UFC 230                                               | 3 de noviembre de 2018  | 2     | 2:14   | Ciudad de Nueva York, Nueva York | Por el Campeonato de Peso Pesado de UFC.             |
| Victoria      | 21–5 (1)  | Alexander Volkov       | KO (golpes)                                    | UFC 229                                               | 6 de octubre de 2018    | 3     | 4:49   | Paradise, Nevada                 | Actuación de la noche.                               |
| Victoria      | 20–5 (1)  | Francis Ngannou        | Decisión (unánime)                             | UFC 226                                               | 7 de julio de 2018      | 3     | 5:00   | Paradise, Nevada                 |                                                      |
| Victoria      | 19–5 (1)  | Marcin Tybura          | KO (golpes)                                    | UFC Fight Night: Cowboy vs. Medeiros                  | 18 de febrero de 2018   | 3     | 2:48   | Austin, Texas                    | Actuación de la Noche.                               |
| Derrota       | 18–5 (1)  | Mark Hunt              | TKO (golpes)                                   | UFC Fight Night: Lewis vs. Hunt                       | 11 de junio de 2017     | 4     | 3:51   | Auckland                         | Pelea de la Noche.                                   |
| Victoria      | 18–4 (1)  | Travis Browne          | KO (golpes)                                    | UFC Fight Night: Lewis vs. Browne                     | 19 de febrero de 2017   | 2     | 3:12   | Halifax, Nueva Escocia           | Pelea de la Noche.                                   |
| Victoria      | 17–4 (1)  | Shamil Abdurakhimov    | TKO (golpes)                                   | UFC Fight Night: Lewis vs. Abdurakhimov               | 9 de diciembre de 2016  | 4     | 3:43   | Albany, Nueva York               |                                                      |
| Victoria      | 16–4 (1)  | Roy Nelson             | Decisión (dividida)                            | UFC Fight Night: dos Anjos vs. Alvarez                | 7 de julio de 2016      | 3     | 5:00   | Las Vegas, Nevada                |                                                      |
| Victoria      | 15–4 (1)  | Gabriel Gonzaga        | KO (golpes)                                    | UFC Fight Night: Rothwell vs. dos Santos              | 10 de abril de 2016     | 1     | 4:48   | Zagreb                           | Actuación de la noche.                               |
| Victoria      | 14–4 (1)  | Damian Grabowski       | TKO (golpes)                                   | UFC Fight Night: Hendricks vs. Thompson               | 6 de febrero de 2016    | 1     | 2:17   | Las Vegas, Nevada                |                                                      |
| Victoria      | 13–4 (1)  | Viktor Pešta           | TKO (golpes)                                   | UFC 192                                               | 3 de octubre de 2015    | 3     | 1:15   | Houston, Texas                   |                                                      |
| Derrota       | 12–4 (1)  | Shawn Jordan           | TKO (golpes)                                   | UFC Fight Night: Boetsch vs. Henderson                | 23 de junio de 2015     | 2     | 0:48   | Nueva Orleans, Luisiana          |                                                      |
| Victoria      | 12–3 (1)  | Ruan Potts             | TKO (golpe)                                    | UFC 184                                               | 28 de febrero de 2015   | 2     | 3:18   | Los Ángeles, California          |                                                      |
| Derrota       | 11–3 (1)  | Matt Mitrione          | TKO (golpes)                                   | UFC Fight Night: Souza vs. Mousasi                    | 5 de septiembre de 2014 | 1     | 0:41   | Mashantucket                     |                                                      |
| Victoria      | 11–2 (1)  | Guto Inocente          | KO (golpes)                                    | The Ultimate Fighter: Team Edgar vs. Team Penn Finale | 6 de julio de 2014      | 1     | 3:30   | Las Vegas, Nevada                |                                                      |
| Victoria      | 10–2 (1)  | Jack May               | TKO (golpes)                                   | UFC on Fox: Werdum vs. Browne                         | 19 de abril de 2014     | 1     | 4:23   | Orlando, Florida                 |                                                      |
| Victoria      | 9–2 (1)   | Ricky Shivers          | TKO (golpes)                                   | Legacy FC 18                                          | 1 de marzo de 2013      | 3     | 4:22   | Houston, Texas                   | Defendió el campeonato de peso pesado de Legacy.     |
| Victoria      | 8–2 (1)   | Jared Rosholt          | KO (golpes)                                    | Legacy FC 13                                          | 17 de agosto de 2012    | 2     | 2:41   | Dallas, Texas                    | Ganó el Campeonato de peso pesado de Legacy.         |
| Victoria      | 7–2 (1)   | Justin Frazier         | TKO (rodillazo en el cuerpo y golpes)          | RFA 2                                                 | 30 de marzo de 2012     | 1     | 2:37   | Kearney, Nebraska                |                                                      |
| Sin resultado | 6–2 (1)   | Jeremiah Constant      | NC (golpes en la parte posterior de la cabeza) | Fight To Win: Paramount Prize Fighting 2012           | 27 de enero de 2012     | 1     | 0:48   | Denver, Colorado                 |                                                      |
| Victoria      | 6–2       | Rakim Cleveland        | TKO (golpes)                                   | Legacy FC 9                                           | 16 de diciembre de 2011 | 3     | 3:12   | Houston, Texas                   |                                                      |
| Victoria      | 5–2       | Jay Peche              | TKO (golpes)                                   | Immortal Kombat Fighting                              | 3 de septiembre de 2011 | 1     | 0:46   | Spring, Texas                    |                                                      |
| Derrota       | 4–2       | Tony Johnson           | Decisión (unánime)                             | Bellator 46                                           | 25 de junio de 2011     | 2     | 4:15   | Hollywood, Florida               |                                                      |
| Victoria      | 4–1       | Taylor Herbert         | TKO (golpes)                                   | International Xtreme Fight Association                | 26 de febrero de 2011   | 1     | 2:14   | Houston, Texas                   |                                                      |
| Victoria      | 3–1       | Rakim Cleveland        | Sumisión (armbar)                              | Worldwide Gladiator                                   | 12 de noviembre de 2010 | 2     | 1:33   | Pasadena, Texas                  |                                                      |
| Victoria      | 2–1       | Ryan Martinez          | TKO (golpes)                                   | Fight to Win/King of Champions: Worlds Collide        | 24 de julio de 2010     | 2     | 1:03   | Denver, Colorado                 |                                                      |
| Derrota       | 1–1       | Shawn Jordan           | Decisión (unánime)                             | Cajun Fighting Championships: Full Force              | 25 de junio de 2010     | 3     | 5:00   | Lafayette, Luisiana              |                                                      |
| Victoria      | 1–0       | Nick Mitchell          | TKO (golpes)                                   | Worldwide Gladiator                                   | 9 de abril de 2010      | 2     | 1:33   | Pasadena, Texas                  |                                                      |

## Peleas en Pay-per-view
| N.º            | Evento         | Pelea             | Fecha                  | Sede                  | Ciudad                                 | Compras de PPV |
| -------------- | -------------- | ----------------- | ---------------------- | --------------------- | -------------------------------------- | -------------- |
| 1.             | UFC 230        | Cormier vs. Lewis | 3 de noviembre de 2018 | Madison Square Garden | New York City, New York Estados Unidos | 250,000        |
| 2.             | UFC 265        | Lewis vs. Gane    | 7 de agosto de 2021    | Toyota Center         | Houston, Texas Estados Unidos          | 300,000        |
| Ventas totales | Ventas totales | Ventas totales    | Ventas totales         | Ventas totales        | Ventas totales                         | 550,000        |